# Varanus caerulivirens
Varanus caerulivirens là một loài thằn lằn trong họ Varanidae. Loài này được Ziegler, Böhme & Philipp miêu tả khoa học đầu tiên năm 1999.